# Ricetta del Servizio sanitario nazionale italiano
La ricetta del Servizio sanitario nazionale, o ricetta SSN, è una ricetta medica rilasciata da un medico dipendente del servizio sanitario nazionale italiano o convenzionato con esso, necessario per l'acquisto di farmaci ai sensi di legge. Dal 1º marzo 2016 è emessa anche in formato elettronico.

## Storia

### Negli stati italiani preunitari
Prima della proclamazione del Regno d'Italia, ogni Stato italiano preunitario aveva una propria farmacopea, e la disciplina era diversa in ogni territorio.

### Il secondo dopoguerra e la riorganizzazione sanitaria
Dopo la nascita della Repubblica Italiana prima e del "Servizio Sanitario Nazionale" poi, l'evoluzione normativa ha portato all'affermazione di una nuova disciplina: il decreto-legge 12 settembre 1983, n. 463, convertito in legge 11 novembre 1983,  n. 638, autorizzò il Ministero della sanità ad adottare, con decreto ministeriale, ricettari unici standardizzati e a lettura automatica; la relativa regolamentazione fu emanata con decreto del Ministero 11 luglio 1988, n. 350 che stabili che l'erogazione delle prestazioni a ricetta dovesse avvenire con lettori ottici automatici. Il successivo decreto-legge 30 ottobre 1987, n. 443, legge 29 dicembre 1987, n. 531 stabilì che l'impiego dei ricettari per la prescrizione o la proposta di prestazioni erogabili dal Servizio sanitario nazionale fosse riservato ai medici dipendenti dal Servizio medesimo o con lo stesso convenzionati nell'ambito dei rispettivi compiti istituzionali.
Con l'emanazione del decreto legislativo 30 dicembre 1992, n. 502, si arrivò a un riordino della disciplina di cui al D.P.R. 8 luglio 1998, n. 371, il quale stabilì che le farmacie erogano assistenza su presentazione di una ricetta medica, redatta sugli appositi moduli, nei limiti previsti dai livelli di assistenza e dalla classificazione dei farmaci, affermando contestualmente che il documento potesse aver ad oggetto la prescrizione di medicinali, ovvero prodotti dietetici, presidi medico chirurgici e altri prodotti sanitari.

### Dematerializzazione
In base all'art. 1 della legge 27 dicembre 2006, n. 296 (legge di stabilità per l'anno 2007) venne emanato il decreto del Presidente del Consiglio dei Ministri 26 marzo 2008 che disciplinò le modalità di trasmissione telematica delle ricette da parte dei medici del SSN. Il decreto legge 31 maggio 2010, n. 78 - convertito in legge 30 luglio 2010, n. 122 - ha stabilito l'equivalenza a tutti gli effetti giuridici tra la ricetta cartacea e la ricetta trasmessa telematicamente.
Con il decreto del Ministero dell'economia e delle finanze del 2 novembre 2011, reso esecutivo dal D.P.C.M. 14 novembre 2015, è stata istituita, per la sola prescrizione dei farmaci inclusi nei livelli essenziali di assistenza (LEA), l'adozione di una procedura elettronica per la prescrizione dei farmaci da parte dei medici autorizzati. Tale procedura prevede l'invio in forma telematica da parte del medico prescrittore al Sistema di Accoglienza Centrale (SAC), gestito dal Ministero dell'economia e delle finanze, dei dati relativi all'assistito, che riceverà comunque un promemoria cartaceo della prescrizione. Sono escluse dalla nuova modalità di prescrizione alcune classi di farmaci, come ad esempio le sostanze stupefacenti o psicotrope che continueranno quindi a essere prescritte tramite i moduli cartacei già in uso. La normativa in vigore a febbraio 2016 non prevedeva la dematerializzazione delle ricette relative alle prestazioni, come accertamenti e visite specialistiche.
A partire dal 2018, in tutta Italia (ma per alcune regioni e province autonome già entro il 2016), il medico può fare soltanto prescrizioni in formato elettronico (farmaco, accertamenti o visite), e il promemoria cartaceo da consegnare in farmacia con il tempo sparirà: il cittadino si reca dal medico o dal farmacista con la tessera sanitaria, e il medico prescrittore carica la ricetta elettronica direttamente nel chip della tessera sanitaria.

## Soggetti autorizzati all'emissione
I soggetti autorizzati all'emissione della prescrizione medica sono: 
- medico di famiglia
- pediatra di libera scelta
- medici di continuità assistenziale (ex guardia medica)
- medici di azienda ospedaliera
- medici di strutture sanitarie private accreditate con il Sistema sanitario regionale
- medici specialisti ambulatoriali che operano presso strutture pubbliche
- medici veterinari[11]
- ostetriche, ma limitatamente agli esami previsti per l'accertamento della gravidanza fisiologica previsti dai LEA[12]

## Il prelievo dei medicinali
Il prelievo dei medicinali da parte degli assistiti è effettuabile nell'ambito del territorio regionale, presso qualsiasi farmacia aperta al pubblico; inoltre, è consentito agli assistiti il prelievo di medicinali presso le farmacie ubicate in zone di confine regionale inserite in apposito elenco concordato tra le regioni interessate e le ASL e recepito con un protocollo d'intesa.

## Caratteristiche
Tale atto amministrativo (il termine burocratico è "prescrizione medica") permette di erogare i farmaci a totale o parziale carico del SSN, nei limiti previsti dai livelli di assistenza e dalla classificazione dei farmaci stessi. La ricetta medica è altresì utilizzata per la richiesta di prestazioni specialistiche o diagnostiche, i cosiddetti esami (medici), in strutture sia pubbliche sia private, queste ultime solo se accreditate. Il nuovo disciplinare tecnico che regola le caratteristiche dei nuovi ricettari e le nuove ricette a lettura ottica è entrato in vigore il 1º gennaio 2005.
Il ricettario è personale, dunque non cedibile ad altri medici, se non per le sostituzioni, e può essere utilizzato solo per la prescrizione di farmaci o accertamenti diagnostici durante l'esercizio dell'attività di "medico pubblico"; nell'eventualità che il professionista eserciti anche attività privata (intra moenia o extra moenia) non può utilizzare le ricette a carico del SSN. In questo caso utilizzerà esclusivamente la cosiddetta ricetta bianca.
È prevista la possibilità di sostituzione di un medicinale prescritto dal medico quando esista in commercio un corrispondente equivalente. In questi casi, viene preso come prezzo di riferimento del rimborso al farmacista il prezzo minimo dell'equivalente disponibile nel ciclo distributivo regionale. Il farmacista può sostituire il farmaco prescritto dal medico con l'equivalente generico a prezzo più basso, a condizione che il medico non abbia escluso esplicitamente tale diritto apponendo sulla prescrizione la dizione motivata "Non sostituibile" o che il paziente non accetti la sostituzione proposta. In questo caso la differenza tra il prezzo minimo del generico e il prezzo del farmaco prescritto è posta a carico del cittadino.

### Durata e tipologia
Possono rilasciare ricette tutti i medici che hanno rapporti con il SSN (medici dipendenti e medici convenzionati).
Le ricette possono essere rilasciate per prescrivere accertamenti diagnostici (visite specialistiche, esami) o terapie (farmaci, cicli di cure ecc.). Gli accertamenti e le terapie a carico, in tutto o in parte, del servizio sanitario vengono prescritti su apposita ricetta SSN nella quale sono indicati, tra l'altro, l'azienda ASL di provenienza e il codice sanitario dell'assistito (in alternativa al codice sanitario il numero di codice fiscale).
Termini di utilizzo (scadenza) della ricetta:
- Validità delle ricette che indicano prescrizioni di accertamenti diagnostici (esami specialistici): 12 mesi.
- Validità delle ricette che indicano prescrizioni di medicinali: 30 giorni sul territorio regionale per ricetta normale SSN per medicinali fascia A (anche stupefacenti tabelle IV e V della tabella 7 del D.P.R. n. 309/1990) fino a un massimo di 2 confezioni, 6 confezioni per patologie croniche invalidanti o malattie rare, 6 per antibiotici iniettabili, soluzioni per fleboclisi, e interferoni iniettabili.

Dal 25 giugno 2014, per i pazienti affetti da patologie croniche e malattie rare il medico può prescrivere medicinali fino a un massimo di sei pezzi per ricetta, purché già utilizzati dal paziente da almeno sei mesi. In tal caso, la durata della prescrizione non può comunque superare i 180 giorni di terapia.
Ci sono poi dei termini particolari:
- 30 giorni sul territorio regionale per sostanze stupefacenti e psicotrope (legge 12/01) a carico del SSN, per un ciclo di terapia di trenta giorni (ricette speciale)
- 10 giorni sul territorio nazionale per altri stupefacenti (tabelle I, II, III della tabella 7 del DPR 309/90 a carico del SSN), per un ciclo di terapia di otto giorni (altra ricetta speciale)
- 3 mesi sul territorio nazionale per ricette ripetibili di medicinali non a carico del SSN, fino a un massimo di 5 confezioni per specialità medicinale (salvo eccezioni)
- 30 giorni sul territorio nazionale per ricette non ripetibili per medicinali non a carico del SSN, sostituzione farmaco prescritto.

### Territorialità
La ricetta cartacea in vigore fino al 1º marzo 2016 aveva validità solo nelle farmacie della regione in cui è stata rilasciata (oppure nelle farmacie di confine, laddove previsto) ai fini dell'esenzione: nelle altre regioni il farmacista era comunque tenuto a consegnare il farmaco prescritto, ma i costi erano interamente a carico del paziente. Tale situazione fu in contrasto con la Direttiva 2011/24/UE del Parlamento europeo e del Consiglio del 9 marzo 2011 concernente l'applicazione dei diritti dei pazienti relativi all'assistenza sanitaria transfrontaliera. La ricetta elettronica mantiene la sua validità su tutto il territorio nazionale Italiano e permette all'assicurato di ricevere il medicinale al costo di vendita applicato nella sua regione di residenza, indipendentemente da dove lo si ritiri.

### Validità
Il farmacista deve trattenere la ricetta e conservarla per il relativo rimborso del costo dei medicinali forniti agli assistiti. Solo se munita della data di spedizione e del timbro (ubicazione e numero distintivo) della farmacia, infatti, è ritenuta valida ai fini del rimborso a carico del SSN. Le eventuali quote di partecipazione a carico dell'assistito debbono essere percepite dalla farmacia all'atto della spedizione della ricetta e riportate sulla stessa.

## Gli elementi costituenti

### Area intestazione
In tale area sono riportati:
- denominazione dell'ente di competenza: es. “Servizio sanitario nazionale Regione Piemonte”;
- codici identificativi della ricetta (rappresentati sia in formato numerico sia a barre);
- per ricette SSN: numero progressivo regionale.

### Area generalità del paziente
In quest'area vanno riportati il cognome e nome dell'assistito e il domicilio dello stesso nei casi previsti dalla legge.
La ricetta è comprensiva del tagliando adesivo, conseguenza della normativa sulla privacy, destinato a coprire le generalità e l'indirizzo dell'assistito. L'applicazione del tagliando è prevista solo a seguito di richiesta da parte dell'interessato, al fine di garantire l'anonimato dell'intestatario della ricetta. Il tagliando è temporaneamente rimovibile da parte del farmacista, in caso di necessità, con contestuale apposizione della propria sigla.

### Area codice dell'assistito
È prevista l'introduzione del codice fiscale di 16 caratteri alfanumerici.

### Area sigla provincia e ASL competente
Tale area è costituita da cinque caselle contigue che servono a indicare la sigla della provincia e il codice ASL di appartenenza dell'assistito.

### Area prescrizione
Tale area è costituita da otto righe da utilizzarsi per la descrizione della prescrizione farmaceutica. Di norma per ogni ricetta si possono prescrivere fino a due confezioni. In caso di prescrizioni di antibiotici in confezione monodose, di fleboclisi e di medicinali a base di interferone si possono prescrivere invece fino a sei confezioni a ricetta. La ricetta medica del SSN viene altresì utilizzata per usufruire di visite specialistiche, esami clinici di laboratorio o esami di diagnostica strumentale tramite il Servizio sanitario nazionale o nell'ambito di strutture private accreditate.

### Area note AIFA
Tale area contiene due gruppi di tre caselle destinate all'eventuale indicazione delle note AIFA. Il medico deve barrare le caselle non utilizzate.

### Area esenzione
Serve a identificare il diritto all'esenzione da parte dell'assistito alla spesa sanitaria. Sono esclusi dalla compartecipazione alla spesa sanitaria coloro i quali sono in possesso di esenzione ticket per reddito (es. codice E02, E03, E04, E05) e alcune categorie di invalidi, come ad esempio gli invalidi di guerra titolari di pensione vitalizia ed ex deportati in campo di sterminio (codice G01, G02). Il medico è tenuto a biffare la casella contrassegnata dalla lettera N (non esente) in mancanza di qualsiasi tipo di esenzione (es. per patologia o per reddito o servizio civile regionale e nazionale).

### Area "tipo ricetta"
Serve per evidenziare la tipologia del soggetto assistito:
- UE = assistiti da altro Paese dell'Unione europea;
- NA = naviganti;
- STP = stranieri temporaneamente presenti.

### Area numero prescrizioni farmaceutiche
Per le prescrizioni farmaceutiche il medico deve indicare il numero complessivo di pezzi prescritti.

### Area data della ricetta
Viene apposta la data di emissione della ricetta.